# Wojciech Dybel
Wojciech Dybel  (né le 3 juin 1982) est un coureur cycliste polonais.

## Palmarès sur route

### Par année
- 2004
  - 3e de la Coppa Caivano
  - 3e du Grand Prix Industrie del Marmo
- 2006
  - Gran Premio Inda 
  - 3e du Grand Prix San Giuseppe
- 2008
  - Trofeo Franco Balestra 
  - 7e étape du FBD Insurance Rás
  - 3e du Grand Prix San Giuseppe 
  - 3e du Giro del Casentino

### Classements mondiaux
| Année           | 2006 | 2007 | 2008 | 2009 | 2010 |
| --------------- | ---- | ---- | ---- | ---- | ---- |
| UCI Asia Tour   |      |      |      |      | 323e |
| UCI Europe Tour | 323e | 712e | 166e |      |      |

## Palmarès sur piste
- 2001
  -  Champion de Pologne de poursuite par équipes (avec Marcin Mientki, Szymon Kurdynowski et Konrad Łapa)
  -  Champion de Pologne de course aux points
- 2002
  -  Champion de Pologne de poursuite par équipes (avec Marcin Mientki, Paweł Bentkowski et Patryk Bonda)
  - 2e du championnat de Pologne de course aux points
  - 3e du championnat de Pologne de l'américaine
- 2007
  -  Champion de Pologne de l'américaine (avec Mariusz Wiesiak)
- 2008
  -  Champion de Pologne de l'américaine (avec Radosław Kwiatkowski)
  - 2e du championnat de Pologne de poursuite par équipes